# 2061: Odissea tre
2061: Odissea Tre è un romanzo di fantascienza scritto da Arthur C. Clarke e pubblicato nel 1987. È il terzo libro della serie dell'Odissea nello spazio, seguito del romanzo 2010: Odissea due.

## Trama
Dopo la trasformazione di Giove in Lucifero, la seconda stella del sistema Solare, giunge sulla Terra, da parte di misteriose creature, un messaggio: "Tutti questi mondi sono vostri tranne Europa, non mettete piede su Europa". Per molti decenni si tenta di scoprire i segreti nascosti nel satellite gioviano, e un giorno l'astronave Galaxy viene dirottata senza un apparente motivo sulla sua superficie. In soccorso arriva l'astronave gemella Universe, dopo il disperato messaggio di soccorso lanciato nello spazio. La Universe, che portava a bordo l'ultracentenario Heywood Floyd (unico superstite, oltre a Zenia Marchenko, dell'equipaggio della Leonov del 2010) aveva compiuto un atterraggio sulla Cometa di Halley.
Tra gli scienziati che parteciparono alla spedizione del 2010, il dottor Chandra morì in stato di ibernazione durante il viaggio di ritorno. Secondo Floyd non aveva voluto sopravvivere alla morte della sua creatura, il discusso calcolatore HAL 9000.
Su Europa, Chris Floyd, nipote di Heywood e secondo ufficiale della Galaxy, vede ai piedi di un monolito disposto orizzontalmente, chiamato Grande Muraglia, un accampamento ricavato nel ghiaccio. Ciò è la prova evidente di vita anfibia su Europa. Qui Chris ha una visione del nonno Heywood, che si scoprirà poi essere l'apparizione di una forma di vita superiore comparabile a ciò che era diventato David Bowman: Heywood Floyd è stato "sdoppiato" dalle entità aliene. Un Heywood Floyd è vivo e vegeto in forma umana, l'altro è sotto forma di creatura superiore.
Uno scienziato della Universe rivela a Chris che il monte Zeus su Europa non è altro che un gigantesco diamante, precipitato sul pianeta in seguito all'esplosione del nucleo dell'ex Giove, ora il sole Lucifero: ecco rivelato il motivo del dirottamento. Su Europa vi era un diamante alto quanto l'Everest terrestre. Infine avviene il salvataggio della Universe.

## Edizioni
- Arthur C. Clarke, 2061: Odyssey Three, Del Rey, 1987, ISBN 0-345-35173-8.
- Arthur C. Clarke, 2061: Odissea tre, traduzione di Marco e Dida Paggi, Rizzoli, 1990, ISBN 88-17-67274-2, (978-88-17-67274-0).
- Arthur C. Clarke, 2061: Odissea tre, traduzione di Marco e Dida Paggi, collana Superpocket, R. L. Libri, 2000, ISSN ISSN 1125-4041. Nel volume unico Odissea nello spazio: 2001-2010-2061-3001 insieme con gli altri titoli della saga.